# Радаково
Радаково је насељено место у саставу општине Краљевец на Сутли у Крапинско-загорској жупанији, Хрватска. До територијалне реорганизације у Хрватској налазило се у саставу старе општине Клањец.

## Становништво
На попису становништва 2011. године, Радаково је имало 504 становника.

## Попис1991.
На попису становништва 1991. године, насељено место Радаково је имало 595 становника, следећег националног састава:
| Попис 1991.‍ | Попис 1991.‍ | Попис 1991.‍ | Попис 1991.‍ | Попис 1991.‍ |
| ----------- | ----------- | ----------- | ----------- | ----------- |
|             |             |             |             |             |
| Хрвати      | Хрвати      |             | 592         | 99,49%      |
| Пољаци      | Пољаци      |             | 1           | 0,16%       |
| Срби        | Срби        |             | 1           | 0,16%       |
| непознато   | непознато   |             | 1           | 0,16%       |
| укупно: 595 |             |             |             |             |